# Mount Hummer
Mount Hummer ist ein 1710 m hoher, verschneiter und klippenähnlicher Berg im westantarktischen Queen Elizabeth Land. In der Forrestal Range der Pensacola Mountains ragt er nordöstlich des Saratoga Table an der Südwestseite des Kopfendes des Chambers-Gletschers auf.
Das Advisory Committee on Antarctic Names benannte ihn 1979 nach dem US-amerikanischen Arzt Michael G. Hummer von der Oklahoma Medical Research Foundation, der im antarktischen Winter 1975 biomedizinische und physiologische Untersuchungen auf der Amundsen-Scott-Südpolstation durchgeführt hatte.